# Aurea mediocritas
Aurea mediocritas, ovvero "aurea moderazione" o "aurea via di mezzo", è una locuzione latina tratta dal poeta Orazio (Odi 2, 10, 5). Nella lingua latina il termine mediocritas non ha il valore dispregiativo che ha in italiano la parola "mediocrità", ma significa piuttosto "stare in una posizione intermedia" tra l'ottimo e il pessimo, tra il massimo e il minimo, ed esalta il rifiuto di ogni tipo di eccesso, invitando a rispettare il "giusto mezzo".
La mediocritas è definita dal poeta "aurea", ovvero la migliore condizione che si possa immaginare, così come l'oro è il più apprezzabile dei metalli. Questa concezione esistenziale si ispira alla filosofia epicurea, che invitava l'uomo a godere dei piaceri della vita senza abusarne (edonismo), come per esempio bere il vino ma senza ubriacarsi, godere del cibo senza essere dediti alla crapula, apprezzare il piacere sessuale senza soggiacere alla libidine.
Qualora l'uomo la realizzi, avrà raggiunto il fine ideale che è quello di trovare una misura in tutte le cose, senza mai trascendere negli eccessi, come il poeta stesso raccomanda con la massima est modus in rebus (Satire 1, 1, 106-107).
Tuttavia, l'espressione viene utilizzata anche in senso ironico, in riferimento a una persona che non ha particolari capacità e che si accontenta della sua mediocrità.